# Comuna Strilce, Horodenka
Strilce (în ucraineană Стрільче) este o comună în raionul Horodenka, regiunea Ivano-Frankivsk, Ucraina, formată din satele Probabîn și Strilce (reședința).

## Demografie
Componența lingvistică a comunei Strilce
     Ucraineană (99,56%)
     Alte limbi (0,44%)
Conform recensământului din 2001, majoritatea populației comunei Strilce era vorbitoare de ucraineană (99,56%), existând în minoritate și vorbitori de alte limbi.